# Lusignan, Vienne
Lusignan là một xã, tọa lạc ở tỉnh Vienne trong vùng Nouvelle-Aquitaine, Pháp. Xã này có diện tích 37,82 km², dân số năm 2006 là 2565 người. Xã nằm ở khu vực có độ cao trung bình 132 m trên mực nước biển.
Dân địa phương danh xưng tiếng Pháp là Mélusins và Mélusines.

## Biến động dân số
| Năm | 1962  | 1968  | 1975  | 1982  | 1990  | 1999  | 2006  |
| --- | ----- | ----- | ----- | ----- | ----- | ----- | ----- |
| Dân số | 2 283 | 2 564 | 2 777 | 2 855 | 2 749 | 2 677 | 2 565 |
| From the year 1962 on: No double counting—residents of multiple communes (e.g. students and military personnel) are counted only once. |       |       |       |       |       |       |       |